# Marmessoidea flavomarginata
Marmessoidea flavomarginata är en insektsart som beskrevs av Ludwig Redtenbacher 1908. Marmessoidea flavomarginata ingår i släktet Marmessoidea och familjen Diapheromeridae. Inga underarter finns listade i Catalogue of Life.